# Chalconoïde

Chalcone, le squelette de base des chalconoïdes

Les chalconoïdes, aussi appelé chalcones, sont des phénols naturels dérivés de la chalcone. Ils font partie de la famille des phénylpropanoïdes.

## Propriétés
Les chalcones ont des propriétés antibactérienne, fongicide, antitumorale et anti-inflammatoire. Il a été montré que certaines chalcones avaient la possibilité de bloquer des canaux membranaires potassiques.
La chalcone et les chalcones substituées sont aussi des intermédiaires dans la biosynthèse des flavonoïdes, des substances très répandues dans les plantes qui ont un rôle biologique important. Les chalcones sont d'ailleurs des intermédiaires réactionnels dans la production synthétique de flavones par la synthèse d'Auwers. Elles peuvent aussi être utilisées pour la synthèse de flavonols par la réaction d'Algar-Flynn-Oyamada.
La méthylhydroxychalcone (MCHP, C16H14O2), présente dans la cannelle a été considérée comme un mimétique de l'insuline, capable d'améliorer la réponse à l'insuline chez les diabétiques.

## Biosynthèse et métabolisme
La chalcone est naturellement synthétisée par un grand nombre de plantes suivant la voie métabolique des phénylpropanoïdes. La phénylalanine est d'abord transformée en acide cinnamique, lui-même transformé en acide paracoumarique qui forme alors un thioester avec le coenzyme A, le 4-coumaroyl-CoA. Ce dernier réagit alors avec 3 molécules de malonyl-coenzyme A qui finissent par se cycliser et former un second groupe phényle, formant ainsi la chalcone.
  {\displaystyle {\xrightarrow {PAL}}}    {\displaystyle {\xrightarrow {C4H}}} 
acide paracoumarique + coenzyme A {\displaystyle {\xrightarrow {4CL}}} 4-coumaryl-CoA
4-coumaryl-CoA + 3 malonyl-CoA  {\displaystyle {\xrightarrow {CHS}}}   + 4 CoA + 3 CO2
PAL: phénylalanine ammonia-lyase, C4H : cinnamate 4-hydroxylase, 4CL: 4-coumarate-CoA ligase, CHS : chalcone synthase.
La chalcone peut ensuite être transformée par cyclisation interne en flavonoïde, par l'action de la Chalcone isomérase.

La naringinine-chalcone synthase utilise la malonyl-CoA et la 4-coumaroyl-CoA pour produite la CoA, naringinine chalcone (phlorétine) et du CO2.
Pour les aurones, la structure de la  chalcone se ferme pour former un cycle à cinq atomes au lieu de former un cycle à six